# Lucy Pearl
Lucy Pearl était un supergroupe de neo soul/R&B formé en 1999 sur une idée de l'ancien membre du groupe Tony! Toni! Toné! Raphael Saadiq et de D'Angelo. D'angelo se désengagea du groupe à cause de son emploi du temps trop chargé. Les autres membres de Lucy Pearl sont Dawn Robinson (En Vogue) et Ali Shaheed Muhammad (A Tribe Called Quest). Ils sortirent un album du même nom en 2000
Après deux singles, Dance Tonight et Don't Mess With My Man, Dawn Robinson quitta le groupe et fut remplacée par Joi. La nouvelle formation sortit le titre Without You. Le groupe se sépara rapidement après, sans sortir de nouveau titre.
Le groupe collabora avec Snoop Dogg et Q-Tip sur le titre You à l'occasion de la bande originale du film Save the Last Dance.

## Discographie

### Album
| Année | Statistiques |
| ----- | --- |
| 2000  | Lucy Pearl - Date de sortie : 23 mai 2000 - Label : EMI Records - Classements : · #26 (Billboard 200) · #19 (Top R&B/Hip-Hop Albums) · #82 (UK Album Chart) - Certification : RIAA, certifié disque d' Or |

## Récompenses et nominations
2001 43rd Grammy Awards
Meilleure performance vocale R&B - Duo ou groupe "Dance Tonight" - Lucy Pearl (nommé)
2001 28th American Music Awards
Meilleur groupe de Soul/R&B Lucy Pearl (nommé)
2000 15th Soul Train Music Awards
Meilleur chanson R&B/Soul - Duo ou Groupe   "Dance Tonight" - Lucy Pearl (nommé)
Meilleur album R&B/Soul - Duo ou Groupe   "Lucy Pearl" - Lucy Pearl (nommé)